# Wrażliwość sensoryczna
Wrażliwość sensoryczna – zdolność reagowania na bodźce zmysłowe o małej wartości stymulującej.
Wraz z żwawością, perseweratywnością, reaktywnością emocjonalną, wytrzymałością i aktywnością tworzy sześć cech temperamentu wyodrębnionych przez Jana Strelaua.
Do określania poziomu wrażliwości sensorycznej (podobnie jak do pozostałych pięciu cech) służy Formalna Charakterystyka Zachowania – Kwestionariusz Temperamentu.